# Dél-Korea a 2002. évi téli olimpiai játékokon
Dél-Korea az egyesült államokbeli Salt Lake Cityben megrendezett 2002. évi téli olimpiai játékok egyik részt vevő nemzete volt. Az országot az olimpián 9 sportágban 46 sportoló képviselte, akik összesen 4 érmet szereztek.

## Érmesek
| Érem  | Versenyző                                          | Sportág                    | Versenyszám      |
| ----- | -------------------------------------------------- | -------------------------- | ---------------- |
| Arany | Ko Kihjon                                          | Rövidpályás gyorskorcsolya | Női 1500 m       |
| Arany | Cshö Ungjong Cshö Mingjong Csu Mindzsin Pak Hjevon | Rövidpályás gyorskorcsolya | Női 3000 m váltó |
| Ezüst | Ko Kihjon                                          | Rövidpályás gyorskorcsolya | Női 1000 m       |
| Ezüst | Cshö Ungjong                                       | Rövidpályás gyorskorcsolya | Női 1500 m       |

## Alpesisí
Férfi
| Versenyző      | Versenyszám      | 1. futam      | 1. futam      | 2. futam      | 2. futam      | Összesítés | Összesítés |
| Versenyző      | Versenyszám      | Idő           | Hely.         | Idő           | Hely.         | Idő        | Helyezés   |
| -------------- | ---------------- | ------------- | ------------- | ------------- | ------------- | ---------- | ---------- |
| Byun Jong-moon | Műlesiklás       | 58,38         | 45.           | 1:03,20       | 30.           | 2:01,58    | 31.        |
| Byun Jong-moon | Óriás-műlesiklás | 1:19,49       | 61.           | 1:17,71       | 47.           | 2:37,20    | 47.        |
| Kang Minhjok   | Műlesiklás       | 58,01         | 44.           | 1:00,47       | 28.           | 1:58,48    | 30.        |
| Kang Minhjok   | Óriás-műlesiklás | 1:19,11       | 57.           | 1:17,99       | 50.           | 2:37,10    | 46.        |
| Ho Szonguk     | Műlesiklás       | 56,70         | 39.           | kizárták      | kizárták      | kiesett    | kiesett    |
| Ho Szonguk     | Óriás-műlesiklás | 1:19,32       | 59.*          | nem ért célba | nem ért célba | kiesett    | kiesett    |
| Lee Ki-hyun    | Műlesiklás       | nem ért célba | nem ért célba | kiesett       | kiesett       | kiesett    | kiesett    |

Női
| Versenyző   | Versenyszám      | 1. futam      | 1. futam      | 2. futam | 2. futam | Összesítés | Összesítés |
| Versenyző   | Versenyszám      | Idő           | Hely.         | Idő      | Hely.    | Idő        | Helyezés   |
| ----------- | ---------------- | ------------- | ------------- | -------- | -------- | ---------- | ---------- |
| Yoo Hye-min | Óriás-műlesiklás | nem ért célba | nem ért célba | kiesett  | kiesett  | kiesett    | kiesett    |

* - egy másik versenyzővel azonos eredményt ért el

## Biatlon
Férfi
| Versenyző       | Versenyszám  | Lövőhiba    | Időeredmény | Helyezés |
| --------------- | ------------ | ----------- | ----------- | -------- |
| Shin Byung-Kook | 10 km sprint | 2 (1+1)     | 29:51,1     | 80.      |
| Shin Byung-Kook | 20 km egyéni | 4 (1+2+1+0) | 1:00:58,1   | 75.      |

Női
| Versenyző   | Versenyszám   | Lövőhiba    | Időeredmény | Helyezés |
| ----------- | ------------- | ----------- | ----------- | -------- |
| Kim Ja-Youn | 7,5 km sprint | 3 (1+2)     | 26:45,2     | 69.      |
| Kim Ja-Youn | 15 km egyéni  | 7 (2+2+0+3) | 1:01:13,8   | 66.      |

## Gyorskorcsolya
Férfi
| Versenyző    | Versenyszám | 1. futam | 1. futam | 2. futam | 2. futam | Eredmény | Helyezés |
| Versenyző    | Versenyszám | Idő      | Hely.    | Idő      | Hely.    | Eredmény | Helyezés |
| ------------ | ----------- | -------- | -------- | -------- | -------- | -------- | -------- |
| Kim Csholszu | 500 m       | 1:13,11~ | 35.      | 35,35    | 23.*     | 108,46   | 33.      |
| Kim Csholszu | 1000 m      |          |          |          |          | 1:09,79  | 25.      |
| Cshö Csebong | 500 m       | 35,45    | 17.      | 35,12    | 17.      | 70,57    | 17.      |
| Cshö Csebong | 1000 m      |          |          |          |          | 1:08,81  | 12.      |
| Cshö Csebong | 1500 m      |          |          |          |          | 1:47,26  | 21.      |
| Pak Cseman   | 500 m       | 36,05    | 25.      | 35,91    | 31.      | 71,96    | 25.      |
| Pak Cseman   | 1000 m      |          |          |          |          | 1:10,67  | 32.      |
| Mun Csun     | 1500 m      |          |          |          |          | 1:48,58  | 33.      |
| I Kjuhjok    | 500 m       | 34,74    | 5.       | 34,85    | 10.      | 69,59    | 5.       |
| I Kjuhjok    | 1000 m      |          |          |          |          | 1:08,37  | 8.       |
| I Kjuhjok    | 1500 m      |          |          |          |          | 1:45,82  | 8.       |
| Jo Szangjop  | 1500 m      |          |          |          |          | 1:50,70  | 42.      |
| I Szunghvan  | 5000 m      |          |          |          |          | 6:37,67  | 28.      |

Női
| Versenyző      | Versenyszám | 1. futam | 1. futam | 2. futam | 2. futam | Eredmény | Helyezés |
| Versenyző      | Versenyszám | Idő      | Hely.    | Idő      | Hely.    | Eredmény | Helyezés |
| -------------- | ----------- | -------- | -------- | -------- | -------- | -------- | -------- |
| Pek Unbi       | 1500 m      |          |          |          |          | 2:03,87  | 33.      |
| Pek Unbi       | 3000 m      |          |          |          |          | 4:18,15  | 25.      |
| Cso Szonjon    | 500 m       | 39,31    | 25.      | 39,48    | 25.      | 78,79    | 25.      |
| Cso Szonjon    | 1000 m      |          |          |          |          | 1:18,36  | 29.      |
| Cshö Szungjong | 500 m       | 38,31    | 14.*     | 38,83    | 21.      | 77,14    | 18.      |
| Cshö Szungjong | 1000 m      |          |          |          |          | 1:18,88  | 32.      |
| I Jongdzsu     | 500 m       | 39,72    | 29.      | 40,06    | 30.      | 79,78    | 29.      |
| I Jongdzsu     | 1000 m      |          |          |          |          | 1:18,79  | 31.      |
| Cshö Junszuk   | 1500 m      |          |          |          |          | 2:01,39  | 29.*     |

* - egy másik versenyzővel azonos eredményt ért el

~ - a futam során elesett

## Műkorcsolya
| Versenyző   | Versenyszám  | Rövid program     | Rövid program | Rövid program | Kűr               | Kűr     | Kűr         | Összesítés         | Összesítés |
| Versenyző   | Versenyszám  | Több. hely. száma | Hely.         | Hely. pont.   | Több. hely. száma | Hely.   | Hely. pont. | Helyezési pontszám | Helyezés   |
| ----------- | ------------ | ----------------- | ------------- | ------------- | ----------------- | ------- | ----------- | ------------------ | ---------- |
| I Kjuhjon   | Férfi egyéni | 9×28+             | 28.           | 14,0          | kiesett           | kiesett | kiesett     | kiesett            | kiesett    |
| Pak Picshna | Női egyéni   | 5×26+             | 26.           | 13,0          | kiesett           | kiesett | kiesett     | kiesett            | kiesett    |

| Versenyző              | Versenyszám | Kötelező tánc 1   | Kötelező tánc 1 | Kötelező tánc 1 | Kötelező tánc 2   | Kötelező tánc 2 | Kötelező tánc 2 | Eredeti (original) tánc | Eredeti (original) tánc | Eredeti (original) tánc | Kűr               | Kűr   | Kűr         | Összesítés         | Összesítés |
| Versenyző              | Versenyszám | Több. hely. száma | Hely.           | Hely. pont.     | Több. hely. száma | Hely.           | Hely. pont.     | Több. hely. száma       | Hely.                   | Hely. pont.             | Több. hely. száma | Hely. | Hely. pont. | Helyezési pontszám | Helyezés   |
| ---------------------- | ----------- | ----------------- | --------------- | --------------- | ----------------- | --------------- | --------------- | ----------------------- | ----------------------- | ----------------------- | ----------------- | ----- | ----------- | ------------------ | ---------- |
| Jang Thehva I Cshongun | Jégtánc     | 9×24+             | 24.             | 4,8             | 9×24+             | 24.             | 4,8             | 9×24+                   | 24.                     | 14,4                    | 9×24+             | 24.   | 24,0        | 48,0               | 24.        |

## Rövidpályás gyorskorcsolya
Férfi
| Versenyző                                       | Versenyszám  | Előfutam | Előfutam | Negyeddöntő | Negyeddöntő | Elődöntő | Elődöntő | B döntő  | B döntő | Döntő    | Döntő    | Helyezés |
| Versenyző                                       | Versenyszám  | Idő      | Hely.    | Idő         | Hely.       | Idő      | Hely.    | Idő      | Hely.   | Idő      | Hely.    | Helyezés |
| ----------------------------------------------- | ------------ | -------- | -------- | ----------- | ----------- | -------- | -------- | -------- | ------- | -------- | -------- | -------- |
| Kim Tongszong                                   | 500 m        | 42,834   | 1.       | 41,806      | 1.          | 41,990   | 3.       | 42,076   | 1.      |          |          | 6.       |
| Kim Tongszong                                   | 1000 m       | 1:32,901 | 1.       | 1:27,429    | 1.          | 1:52,645 | 4.       | 1:35,582 | 1.      |          |          | 5.       |
| Kim Tongszong                                   | 1500 m       | 2:22,133 | 1.       |             |             | 2:15,942 | 1.       |          |         | kizárták | kizárták | 12.      |
| I Szungdzse                                     | 500 m        | kizárták | kizárták | kiesett     | kiesett     | kiesett  | kiesett  | kiesett  | kiesett | kiesett  | kiesett  | kiesett  |
| An Hjonszu                                      | 1000 m       | 1:30,252 | 1.       | 1:27,201    | 2.          | 1:27,469 | 2.       |          |         | 1:32,519 | 4.       | 4.       |
| An Hjonszu                                      | 1500 m       | 2:23,287 | 1.       |             |             | kizárták | kizárták | kiesett  | kiesett | kiesett  | kiesett  | 13.      |
| Kim Tongszong I Szungdzse Min Ljong O Szedzsong | 5000 m váltó |          |          |             |             | kizárták | kizárták | kiesett  | kiesett | kiesett  | kiesett  | kiesett  |

Női
| Versenyző                                          | Versenyszám  | Előfutam | Előfutam | Negyeddöntő | Negyeddöntő | Elődöntő | Elődöntő | B döntő  | B döntő | Döntő    | Döntő | Helyezés |
| Versenyző                                          | Versenyszám  | Idő      | Hely.    | Idő         | Hely.       | Idő      | Hely.    | Idő      | Hely.   | Idő      | Hely. | Helyezés |
| -------------------------------------------------- | ------------ | -------- | -------- | ----------- | ----------- | -------- | -------- | -------- | ------- | -------- | ----- | -------- |
| Csu Mindzsin                                       | 500 m        | 45,547   | 1.       | 44,992      | 2.          | 1:08,184 | 4.       | 46,893   | 4.      |          |       | 9.       |
| Cshö Ungjong                                       | 500 m        | 45,395   | 1.       | 44,846      | 1.          | 44,647   | 5.       | 45,383   | 2.      |          |       | 7.       |
| Cshö Ungjong                                       | 1000 m       | 1:37,609 | 1.       | 1:34,842    | 1.          | 1:38,523 | 4.       | 1:34,808 | 2.      |          |       | 6.       |
| Cshö Ungjong                                       | 1500 m       | 2:29,460 | 1.       |             |             | 2:21,069 | 1.       |          |         | 2:31,610 | 2.    |          |
| Ko Kihjon                                          | 1000 m       | 1:42,903 | 1.       | 1:31,349    | 2.          | 1:35,172 | 2.       |          |         | 1:36,427 | 2.    |          |
| Ko Kihjon                                          | 1500 m       | 2:26,980 | 1.       |             |             | 2:31,120 | 1.       |          |         | 2:31,581 | 1.    |          |
| Cshö Ungjong Cshö Mingjong Csu Mindzsin Pak Hjevon | 3000 m váltó |          |          |             |             | 4:14,977 | 1.       |          |         | 4:12,793 | 1.    |          |

## Sífutás
Férfi
| Versenyző     | Versenyszám | Selejtező | Selejtező | Negyeddöntő | Negyeddöntő | Elődöntő | Elődöntő | B döntő | B döntő | Döntő         | Döntő         |
| Versenyző     | Versenyszám | Idő       | Hely.     | Idő         | Hely.       | Idő      | Hely.    | Idő     | Hely.   | Idő           | Helyezés      |
| ------------- | ----------- | --------- | --------- | ----------- | ----------- | -------- | -------- | ------- | ------- | ------------- | ------------- |
| Pak Pjongdzsu | 15 km       |           |           |             |             |          |          |         |         | 45:51,4       | 62.           |
| Pak Pjongdzsu | 30 km       |           |           |             |             |          |          |         |         | 1:20:57,5     | 55.           |
| Shin Doo-Sun  | Sprint      | 3:11,89   | 57.       | kiesett     | kiesett     | kiesett  | kiesett  | kiesett | kiesett | kiesett       | 56.           |
| Shin Doo-Sun  | 30 km       |           |           |             |             |          |          |         |         | 1:23:03,0     | 59.           |
| Csong Imjong  | 30 km       |           |           |             |             |          |          |         |         | nem ért célba | nem ért célba |
| Cshö Imhon    | 15 km       |           |           |             |             |          |          |         |         | 46:13,3       | 64.           |

| Versenyző     | Versenyszám              | 10 km klasszikus | 10 km klasszikus | 10 km szabad | 10 km szabad | Helyezés |
| Versenyző     | Versenyszám              | Idő              | Hely.            | Időhátrány   | Idő          | Helyezés |
| ------------- | ------------------------ | ---------------- | ---------------- | ------------ | ------------ | -------- |
| Pak Pjongdzsu | 10 + 10 km üldözőverseny | 30:15,6          | 66.              | kiesett      | kiesett      | kiesett  |
| Shin Doo-Sun  | 10 + 10 km üldözőverseny | 29:54,5          | 62.              | kiesett      | kiesett      | kiesett  |
| Csong Imjong  | 10 + 10 km üldözőverseny | 32:15,1          | 73.              | kiesett      | kiesett      | kiesett  |

Női
| Versenyző | Versenyszám | Selejtező | Selejtező | Negyeddöntő | Negyeddöntő | Elődöntő | Elődöntő | B döntő | B döntő | Döntő   | Döntő    |
| Versenyző | Versenyszám | Idő       | Hely.     | Idő         | Hely.       | Idő      | Hely.    | Idő     | Hely.   | Idő     | Helyezés |
| --------- | ----------- | --------- | --------- | ----------- | ----------- | -------- | -------- | ------- | ------- | ------- | -------- |
| I Cshevon | Sprint      | 3:41,06   | 52.       | kiesett     | kiesett     | kiesett  | kiesett  | kiesett | kiesett | kiesett | 52.      |
| I Cshevon | 10 km       |           |           |             |             |          |          |         |         | 34:04,1 | 54.      |
| I Cshevon | 15 km       |           |           |             |             |          |          |         |         | 45:37,9 | 46.      |

| Versenyző | Versenyszám            | 5 km klasszikus | 5 km klasszikus | 5 km szabad | 5 km szabad | Helyezés |
| Versenyző | Versenyszám            | Idő             | Hely.           | Időhátrány  | Idő         | Helyezés |
| --------- | ---------------------- | --------------- | --------------- | ----------- | ----------- | -------- |
| I Cshevon | 5 + 5 km üldözőverseny | 16:13,1         | 66.             | kiesett     | kiesett     | kiesett  |

## Síugrás
| Versenyző                                             | Versenyszám | Selejtező | Selejtező | 1. ugrás | 1. ugrás | 2. ugrás | 2. ugrás | Összesítés | Összesítés |
| Versenyző                                             | Versenyszám | Pont      | Hely.     | Pont     | Hely.    | Pont     | Hely.    | Pont       | Helyezés   |
| ----------------------------------------------------- | ----------- | --------- | --------- | -------- | -------- | -------- | -------- | ---------- | ---------- |
| Cshö Hungcshol                                        | Normálsánc  | 105,5     | 26.       | 110,5    | 30.*     | 105,5    | 30.      | 216,0      | 30.        |
| Cshö Hungcshol                                        | Nagysánc    | 73,1      | 41.*      | kiesett  | kiesett  | kiesett  | kiesett  | kiesett    | kiesett    |
| Kim Hjongi                                            | Normálsánc  | 106,5     | 24.*      | 106,0    | 36.      | kiesett  | kiesett  | kiesett    | kiesett    |
| Kim Hjongi                                            | Nagysánc    | 102,7     | 12.       | 108,5    | 31.      | kiesett  | kiesett  | kiesett    | kiesett    |
| Kang Cshilku                                          | Normálsánc  | 101,5     | 29.*      | 96,0     | 46.      | kiesett  | kiesett  | kiesett    | kiesett    |
| Kang Cshilku                                          | Nagysánc    | 81,0      | 36.       | 83,2     | 47.      | kiesett  | kiesett  | kiesett    | kiesett    |
| Cshö Jongdzsik                                        | Normálsánc  | 111,0     | 17.       | 109,0    | 34.      | kiesett  | kiesett  | kiesett    | kiesett    |
| Cshö Jongdzsik                                        | Nagysánc    | 85,8      | 32.       | 86,7     | 46.      | kiesett  | kiesett  | kiesett    | kiesett    |
| Cshö Hungcshol Kim Hjongi Kang Cshilku Cshö Jongdzsik | Csapat      |           |           | 395,6    | 9.       | 406,0    | 7.       | 801,6      | 8.         |

* - egy másik versenyzővel azonos eredményt ért el

## Szánkó
| Versenyző    | Versenyszám | 1. futam      | 1. futam      | 2. futam | 2. futam | 3. futam | 3. futam | 4. futam | 4. futam | Összesítés | Összesítés |
| Versenyző    | Versenyszám | Idő           | Hely.         | Idő      | Hely.    | Idő      | Hely.    | Idő      | Hely.    | Idő        | Helyezés   |
| ------------ | ----------- | ------------- | ------------- | -------- | -------- | -------- | -------- | -------- | -------- | ---------- | ---------- |
| Lee Hak-Jin  | Férfi egyes | 46,942        | 38.           | 47,245   | 41.      | 46,558   | 38.      | 46,454   | 37.      | 3:07,199   | 36.        |
| Kim Mingju   | Férfi egyes | 46,159        | 30.           | 47,656   | 43.      | 47,800   | 44.      | 52,190   | 46.      | 3:13,805   | 42.        |
| I Cshangjong | Férfi egyes | nem ért célba | nem ért célba | kiesett  | kiesett  | kiesett  | kiesett  | kiesett  | kiesett  | kiesett    | kiesett    |

## Szkeleton
| Versenyző    | Versenyszám | 1. futam | 1. futam | 2. futam | 2. futam | Összesítés | Összesítés |
| Versenyző    | Versenyszám | Idő      | Hely.    | Idő      | Hely.    | Idő        | Helyezés   |
| ------------ | ----------- | -------- | -------- | -------- | -------- | ---------- | ---------- |
| Kang Kvangbe | Férfi       | 52,11    | 18.      | 52,40    | 21.      | 1:44,51    | 20.        |